# Michal Chorváth
Michal Chorváth (28. února 1910 Slovenské Pravno – 14. ledna 1982 Bratislava) byl slovenský a československý básník, literární kritik, politik Komunistické strany Slovenska, poslanec Slovenské národní rady a poslanec Sněmovny národů a Sněmovny lidu Federálního shromáždění na počátku normalizace.

## Biografie
Pocházel z rodiny obchodníka. Základní školu vychodil v rodné obci, na gymnázium chodil ve Zvolenu. Pak navštěvoval Lékařskou fakultu Univerzity Karlovy v Praze, ale přešel z ní na Filozofickou fakultu Univerzity Karlovy, kde studoval filozofii a estetiku. Ve studiu těchto oborů pokračoval i po válce v Bratislavě. Působil jako básník (pseudonym Pavel Klokoč) a literární kritik. Zabýval se překlady francouzské literatury. Je autorem básnické sbírky Hlas tejto chvíle a sborníků kritických statí Cestami literatúry 1-2, Z prielomu. Zabýval se i regionálním výzkumem, publikoval studii Črty z dejín slovesnosti v Slovenskom Pravne.
Byl aktivní i jako politik. V letech 1948–1949 se uvádí jako účastník zasedání Ústředního výboru Komunistické strany Slovenska. Už během pražských studií se zapojil do slovenského studentského kruhu Detvan a sblížil se s komunistickým hnutím. Aktivně se účastnil Slovenského národního povstání, po jeho porážce přešel ze Zvolena do Košic. V období duben – září 1945 zastával post pověřence informací v 5. Sboru pověřenců. Od listopadu 1945 do konce roku 1947 byl vedoucím odboru osvěty na Pověřenectví školství a osvěty. V letech 1949–1950 byl předsedou slovenské sekce Svazu československých spisovatelů. Z funkce byl sesazen v roce 1950 v době počínajícího vytěsňování národně orientovaných slovenských komunistů v souvislosti s tažením proti takzvanému buržoaznímu nacionalismu. V letech 1950–1952 přednášel na Filozofické fakultě UK v Praze obor slovenská literatura. V letech 1953–1954 vedl redakci časopisu Kultúrny život a působil jako redaktor deníku Pravda. V období let 1955–1961 zastával post redaktora Slovenského vydavatelství krásné literatury. Od roku 1962 pracoval v Ústavu slovenské literatury Slovenské akademie věd. V roce 1964 získal tvůrčí stipendium Slovenského literárního fondu.
Ve volbách roku 1948 byl zvolen do Slovenské národní rady.
Po provedení federalizace Československa usedl v lednu 1969 do Sněmovny národů Federálního shromáždění. Do federálního parlamentu ho nominovala Slovenská národní rada, kde rovněž zasedal. V důchodu žil střídavě v rodném Pravně a v Bratislavě.